# Александър Стоймирович
Александър Стоймирович е сръбски футболист, полузащитник.

## Кариера
Стоймирович е роден е на 11 декември 1982 година в Крагуевац. Юноша е на Раднички Крагуевац. От лятото на 2008 година до зимата на 2009 е в българския Черноморец (Бургас). На 8 октомври 2009 г. е на проби за 2 мача във ФК Шалке 04.